# Derbyshire
Derbyshire é um condado na região de Midlands Oriental, na Inglaterra.
É famoso por ter algumas das paisagens mais maravilhosas da Inglaterra rural. Abrange a maior parte do importante Parque Nacional de Peak District, e faz fronteira com importantes cidades, tais como Manchester e Sheffield.
Tem 2 625 km² de extensão e 976 212 habitantes (est. 2003).
Foi citado no filme e no livro Orgulho e Preconceito de Jane Austen.

## Personalidades
- Robert Robinson (1886-1975), prémio Nobel da Química de 1947
- Denis Avey (1919-2015), autor do livro O homem que venceu Auschwitz: Uma história real sobre a Segunda Grande Guerra (2011)